# مركا (الصومال)
مَرْكا مدينة ساحلية صومالية وميناء صومالي يطل على المحيط الهندي تقع حوالي 92 كم جنوب مقديشو. يوجد بين سكانها العديد من الإيطاليين وفيها مزارع موز كثيرة يملكها الإيطاليون الذين يحتكرون زراعة وتصدير هذا المحصول. معظم بيوتها من الحجر، وتتكوّن من طبقة أو طبقتين. تعد مدينة مركا العاصمة الثانية بعد مقديشو.
تحتل مزارع الموز مساحات واسعة حول المدينة، التي يحتكرها الإيطاليون. شوارع مركا الرئيسية مرصوفة، وتضاء شوارعها وبيوتها بالكهرباء وتمتدّ أنابيب المياه داخل معظم بيوتها. إلا أن مياه البلدية التي توجد في الأنابيب لا تستعمل عادة للشرب حيث يتوفر نوع آخر من الماء أكثر عذوبة ونظافة، ويطلق عليه اسم ماء بوفو.
«بوفو» هذا كان حاكما إيطاليا ظالما، يحكم المدينة بالحديد والنار ويسيم أهلها أشد أنواع التنكيل والتعذيب. وبعد أن حصل الصومال على استقلاله، أقام هذا الطاغية في مركا مع زوجته الصومالية ليواصل استنزاف دماء أبنائها، وليدير مصانع المياه الغازية التي يأخذها من مياه البئر الصومالي الذي ينسبه إلى نفسه.
في مركا قناة توصل مياه النهر إلى المزارع، ويطلق الصوماليون عليها اسم قناة «الحداد الدائم». كما تضم مدرسة حكومية ابتدائية ومدرسة إعدادية ومدرسة وطنية نموذجية. وقد تم افتتاح فرع للجمعية الخيرية الإسلامية الصومالية. كما تضم مطار صغيرا وميناء بحري يتم فيه شحن الموز من المدينة إلى أوروبا.

## تاريخ المدينة
تأسست مركا في القرن السابع الميلادي من قبل عشيرة بيمال (قبيلة). وقد وصل أول الصوماليين في المدينة في وقت مبكر من القرن السادس عشر وتمكنوا من السيطرة على المنطقة وعلى التجارة المحلية.
بدأ التوسع الإيطالية في الصومال في 1885، عندما بدا انطونيو شيشى، وهو مستكشف الذي قاد الحملة الإيطالية في منطقة جوبا السفلى وأبرم معاهدة تجارية مع سلطان زنجبار في بداية بعثات الاستكشاف وفشل العديد من المفاوضات مع سلطان زنجبار، الذي كان له السيطرة على الموانيء بنادر.
نجحت إيطاليا أخيرا في المفاوضات مع سلطان زنجبار على توقيع معاهدات تجارية مع زنجبار، والذي سمح لإيطاليا التجارة في منطقة بنادير. وأعقب هذا النجاح الأولي من خلال المفاوضات الطويلة التي قادها الإيطاليين بداو في استئجار الموانى منطقة بنادر.
وحدثت حادثة بارزة اشعلت العداء وكراهية ضد مستعمرين الإيطاليين الذين بدوا ينتشروا في بلاد وقد حدث ذلك في 11 أكتوبر 1893، وهو اليوم الذي تم رفع العلم الإيطالي لأول مرة في مركا وبعدها الصوماليين هاجموا وقتلوا الجندي إيطالي الذي رفع العلم وجنود الإيطاليين بدورهم اطلقوا النار وقتلوا ثلاث صوماليين وبعد هذة الحادثة بدات جماعات المقاومة تتشكل.
وخاض المواطنين في مركا ضد المستعمرين الإيطالية حرب العشرين عاما والمعروفة باسم الثورة بيمال وتم اغتيال الكثير من الاشراف المحاربين على يد حكام الإيطاليين. وأثناء الثورة بيمال قتل العديد من القادة البارزين. والاثار التي اقيمت لذكراهم مازلت موجودة في مركا.
وكان ميناء مركا خلال حقبة الاحتلال الإيطالي ثاني ميناء من حيث كمية البضائع التي كانت تصدر إلى خارج وخصوصا الموز، لكن الميناء دمر خلال الحرب الاهلية.
حتى عام 1991 كانت ماركا المنتجع الصيفي المفضل للمواطنين الصوماليين لكن خلال الحرب الاهلية اصيبت المدينة بخراب ودمار الذي عم البلاد
في مركا قناة توصل مياه من نهر شبيلى الذي يمر المدينة إلى المزارع، ويطلق الصوماليون عليها اسم قناة «الحداد الدائم». كما تضم مدرسة حكومية ابتدائية ومدرسة إعدادية ومدرسة وطنية نموذجية. وقد تم افتتاح فرع للجمعية الخيرية الإسلامية الصومالية. كما تضم مطار صغيرا وميناء بحري يتم فيه شحن الموز من المدينة إلى أوروبا.
و في 13 نوفمبر 2008، حركة الشباب سيطرت على مدينة فقدت المدينة واستعادة في 2016 ثم طردت من قبل القوات العسكرية الصومالية .

## الفن
على الرغم من أن الفنون البصرية ليست شعبية في الصومال بسبب أنه يتناقض مع تحريم الإسلام على جميع أشكال الأصنام، والكثير من الفنون البصرية المعروفة في البلاد، مستمد من هذة بلدة التاريخية صغيرة من مركا. وتشتهر المدينة بشواطئها الرملية البيضاء الجميلة والكثبان البرتقالية، وكون المدينة خلابة أصبحت بمثابة مصدر إلهام للفنانين المحلين.

## مشاهير من مركا
- عائشة جامع، صحفية وناشطة اجتماعية.